# Thomas-François Dalibard
Thomas François Dalibard (*1703 em Crannes-en-Champagne, † 1779 em Paris) foi um naturalista francês.

## Vida
Dalibard foi um botânico e o primeiro na França a usar o sistema de nomenclatura de Linnaeus. Dalibard fez isso em sua Florae Parisiensis de 1749. Em gratidão, Linnaeus nomeou um espinheiro canadense em homenagem a Dalibard.
Dalibard traduziu Experiments and Observations de Benjamin Franklin (como Expériences et observações sur l'électricité, Paris 1752, 2ª edição 1756), publicado em Londres em 1751. Isso aconteceu por sugestão do naturalista Georges-Louis Leclerc de Buffon, a quem Franklin enviou um espécime. As investigações de Franklin sobre a possibilidade de pára-raios em particular atraíram muita atenção na Europa na época. O próprio Dalibard empreendeu um experimento sugerido por Franklin em 10 de maio de 1752 em Marly-la-Ville: uma longa haste de metal pontiaguda isolada contra o solo produzia faíscas durante uma tempestade. Ele deixou a execução para um dragão aposentado.
A primeira edição de sua tradução do livro de Franklin também continha uma breve história dos experimentos em eletricidade na França antes de Franklin, a segunda edição uma seção sobre seus próprios experimentos depois de Franklin.
Dalibard também repetiu um experimento de Franklin sobre o efeito da eletricidade no magnetismo. Franklin pensava que a eletricidade às vezes poderia ser usada para reverter a polaridade das agulhas de ferro magnetizadas, mas ele achava que isso era coincidência e acreditava que a eletricidade e o magnetismo não estavam relacionados. Dalibard, por outro lado, erroneamente acreditou ter encontrado uma conexão quando repetiu o experimento.
Ele também traduziu a História dos Incas de Garcilaso de la Vega, publicada em Paris em 1774 (Histoire des Incas, rois du Pérou).

## Publicações
- Inca Garcilaso de la Vega, Histoire des Incas, rois du Pérou, nouvellement traduite de l'espagnol, 1744 : Vol 1, Vol 2
- Florae Parisiensis prodromus ou Catalogue des plantes qui naissent dans les environs de Paris, 1749
- Benjamin Franklin, Expériences et observations sur l'électricité faites à Philadelphie en Amérique, tradução para o francês de Dalibard, 1752, 2ª edição 1756